# 카나리아 제도의 기

카나리아 제도 광역자치주의 공식기. 국기 비율: 2:3

다른 국장 (입법화 되지 않음). 국기 비율: 2:3

현재의 테네리페의 국기를 기반으로 한 카나리아 제도 해양주의 국기다.

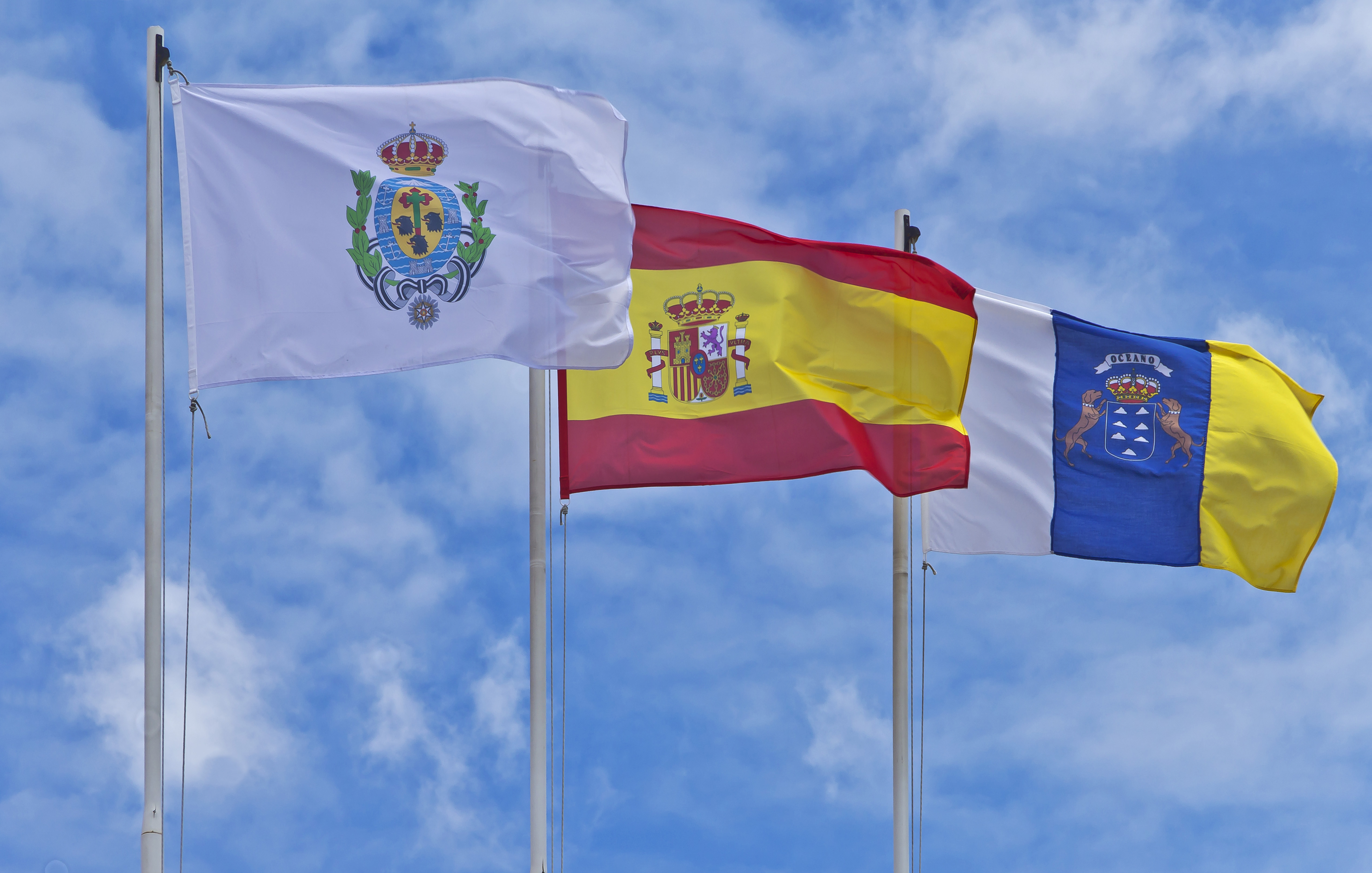
산타크루스데테네리페, 스페인 및 카나리아 제도의 국기

카나리아 제도 광역자치주의 국기는 흰색, 파란색, 노란색의 3개의 동일한 띠로 이루어진 세로 삼색기이다. 국기는 중앙 띠에 카나리아 제도의 문장을 포함하지만, 시민기는 이를 생략한다. 디자인은 1982년 8월 16일 카나리아 광역자치주 자치법(유기법 10/82)에 의해 공식화되었다.

## 역사와 의미
삼색기는 1960년대의 카나리아스 리브레 운동에서 유래되었다. 이 국기는 카르멘 사르미엔토와 그녀의 아들인 아르투로와 헤수스 칸테로 사르미엔토가 디자인했으며, 1961년 9월 8일에 처음으로 (종이 형태로) 전시되었다. 이 깃발은 산타크루스데테네리페주(카나리아 제도의 주)의 파란색과 흰색과 라스팔마스주의 파란색과 노란색을 결합한 것이다. 국기 중앙에 있는 국기 인장에 표현된 두 마리의 개는 페로 데 프레사 카나리오, 즉 카나리아 사냥견이다. 이 개는 원래 카나리아 제도의 목장주들이 가축을 모으고 보호하기 위해 사육하면서 처음 만들어졌다.

## 색상
카나리아 정부가 명시한 국기의 색상은 다음과 같다.

|       | 팬톤          | CMYK 색상 모델 | CMYK 색상 모델 | CMYK 색상 모델 | CMYK 색상 모델 | RGB 색상 모델 | RGB 색상 모델 | RGB 색상 모델 | 웹 색상   |
| 색    | 식별          | C              | M              | Y              | K              | R             | G             | B             | HTML 코드 |
| ----- | ------------- | -------------- | -------------- | -------------- | -------------- | ------------- | ------------- | ------------- | --------- |
| 하양* | 지정되지 않음 | 0%             | 0%             | 0%             | 0%             | 255           | 255           | 255           | #FFFFFF   |
| 파랑  | 3005          | 100%           | 35%            | 0%             | 0%             | 7             | 104           | 169           | #0768A9   |
| 노랑  | 7406          | 0%             | 20%            | 100%           | 0%             | 255           | 204           | 0             | #FFCC00   |

*정확하게 지정되지 않았기 때문에 순수한 흰색으로 추정됩니다.

## 지방의 국기

산타크루스데테네리페의 국기
라스팔마스의 국기

## 제도의 국기

엘이에로섬의 국기
라팔마섬의 국기
라고메라섬의 국기
테네리페섬의 국기
그란카나리아섬의 국기
푸에르테벤투라섬의 국기
란사로테섬의 국기

## 다른 국기

장 드 베텐쿠르 치하의 카나리아 왕국의 국기
아자루크가 제안한 카나리아 국기
"아테네오기", 최초의 카나리아 민족주의기. 일곱 개의 별은 군도의 일곱 섬을 나타낸다.
CIIM에서 제안한 국기.
카나리아 리브레 운동에서 채택한 국기

## 같이 보기
- 카나리아 제도의 문장
- 테네리페의 국기
- 카나리아 제도의 관광